# کارانگتانگ
کارانگِتانگ (اندونزیایی: Gunung Karangetang) یا آپی سیائو (اندونزیایی: Api Siau)، آتشفشانی چینه‌ای واقع در شمال جزیره سیائو در شمال سولاوسی است. این آتشفشان که یکی از فعالترین آتشفشان‌های اندونزی به‌شمار می‌رود ۱۷۸۴ متر ارتفاع داشته و دارای ۵ دهانهٔ آتشفشانی در امتداد خطی شمالی-جنوبی است. بزرگترین این دهانه‌ها ۳۵۰ متر قطر دارد.
کارانگتانگ از سال ۱۶۷۵ تاکنون بیش از ۴۰ بار فوران کرده است که این جدای از فوران‌های کوچک بسیاری است که در تاریخچهٔ فعالیت‌های آن ثبت نشده است. آتشفشانی این کوه از نوع استرومبولی است که با جریان‌های گدازه همراه است. فوران‌های به‌ثبت‌رسیدهٔ کارانگتانگ در سدهٔ بیستم شامل فعالیت‌های مکرر انفجاری است که گاه با جریان‌های آذرآواری و لاهار نیز بوده است.
فوران کارانگتانگ در اوت ۱۹۸۴ که با پرتابه‌های تفرا، جریان گدازه و لاهار همراه بود منجر به تخلیهٔ ۲۰ هزار نفر از ساکنان منطقه شد. ۶ نفر در آوریل ۱۹۹۲ و ۳ نفر در ژوئن ۱۹۹۷ بر اثر جریان آذرآواری کشته‌شدند. همچنین در طی فوران کوه در اوت ۲۰۱۰، دست کم ۴ نفر مفقود، ۵ نفر زخمی و ۶۵ نفر تخلیه شدند. آخرین فوران کارانگتانگ در سال ۲۰۱۱ بوده است.